# Piaskówka (pierścienice)
Piaskówka, nalepian, piasecznica, piasecznik, arenikola (Arenicola marina) – gatunek  wieloszczeta z rodziny Arenicolidae, występujący na wybrzeżach Morza Bałtyckiego (w Polsce nie został stwierdzony) i Morza Północnego.

## Budowa
Ciało piaskówki ma robakowaty kształt, ponad 100 segmentów, zredukowane parapodia (upodobnia to piaskówkę do skąposzczetów). Przednia część ciała szersza, tylna przechodząca w wąski ogon. W środkowej części znajdują się skrzela.

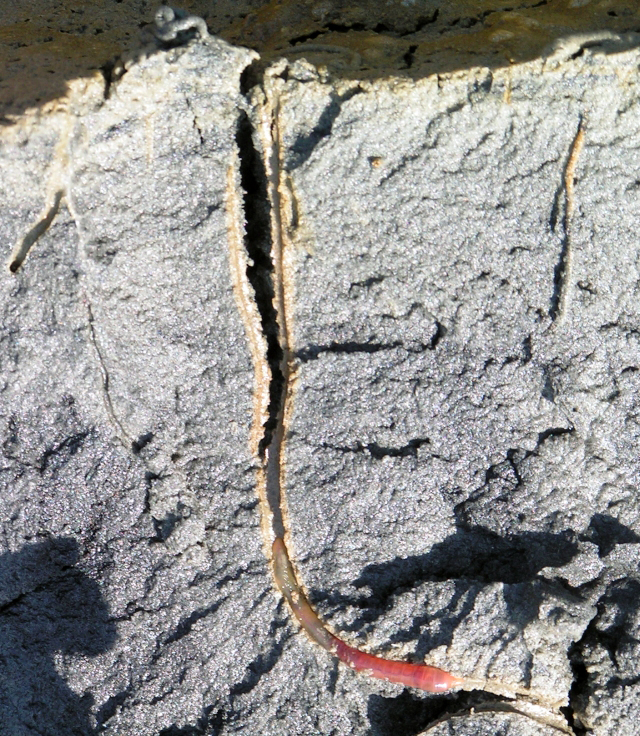
Piaskówka w norce

Barwa od żółtobrązowej do czarnej, najczęściej zielonkawa, żółtawa lub czerwonawa. Długość ciała 20–40 cm. Mają dobrze wykształcony układ krwionośny. Krew zawiera czerwony barwnik hemoglobinę.

## Tryb życia
Piaskówki żyją w U-kształtnych norkach o głębokości 20–30 cm. Zwykle z jednej strony norki widać charakterystyczną kupkę odchodów. Gdy woda zalewa piasek wieloszczet wysuwa przednią część ciała z norki i zaczyna zjadać piasek. Piaskówki pożywiają się znajdującymi się w piasku mikroorganizmami. Charakterystyczne dla piaskówek jest ich zagęszczenie. Na 1 m² plaży może ich występować nawet 50.
Są rozdzielnopłciowe. Larwy żyją początkowo na powierzchni piasku. Dojrzewają w drugim roku życia.